# Orval (Bier)

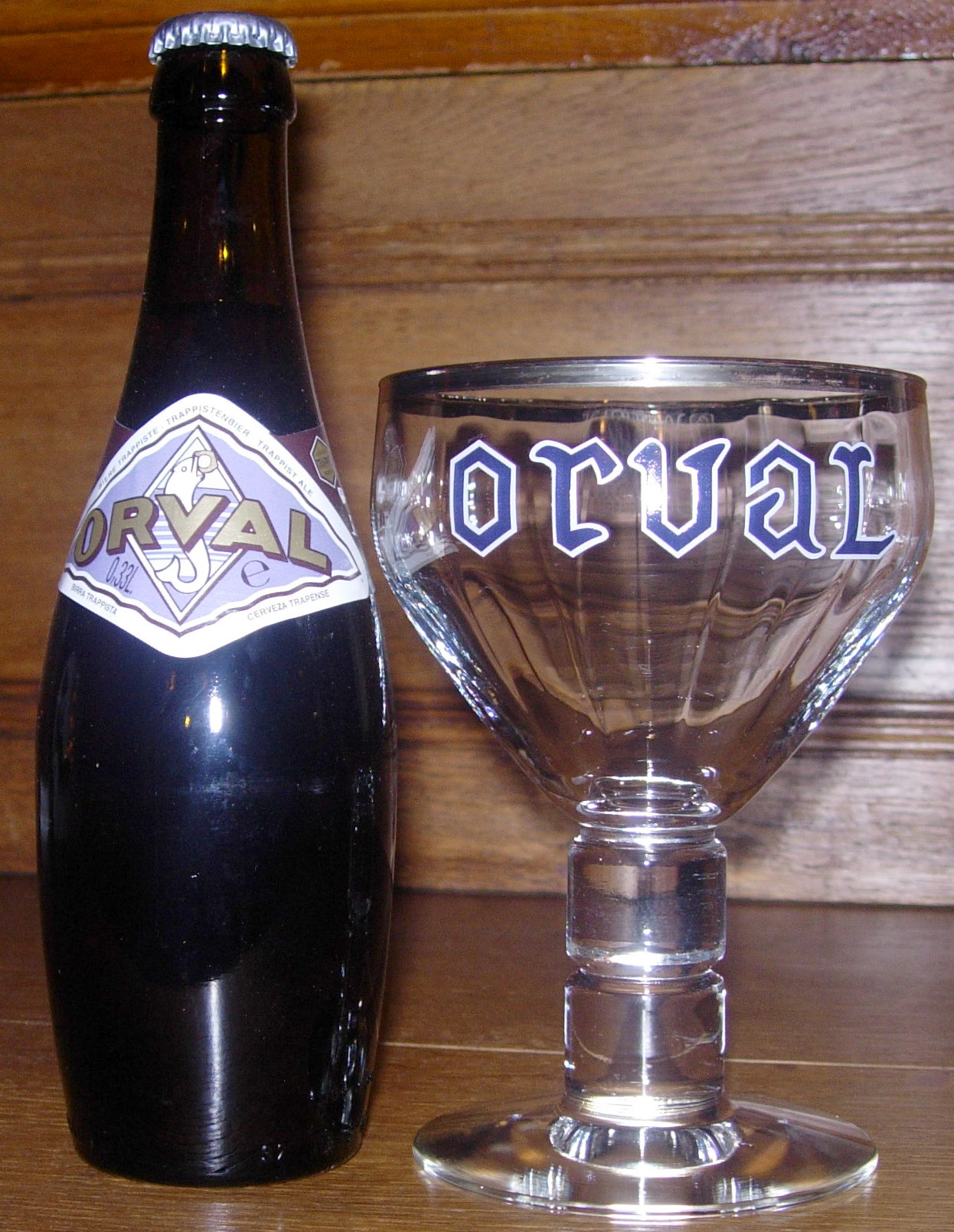
Orvalflasche mit Glas

Orval (Fr.: Goldenes Tal) ist ein Trappistenbier, das seit 1932 in der Zisterzienserabtei Notre-Dame d'Orval in der belgischen Provinz Luxemburg gebraut wird.

## Herstellung
Zur Herstellung des Bieres wird helles Malz und ein kleiner Teil Karamellmalz verwendet. Das Malz wird mittels des Nassmahlverfahrens geschrotet, d. h. auf 65 °C erhitztes Wasser, welches die Brauerei aus der eigenen Mathildenquelle bezieht, wird beim Schroten zugeführt. Statt in einen separaten Maischebottich wird die Maische direkt in einen Läuterbottich gepumpt. Gemaischt wird mittels des Infusionsverfahrens. Temperaturerhöhungen erfolgen durch Zubrühen von heißem Wasser. Als Hopfen finden Hallertauer Hopfen, Styrian Goldings und Strisselspalt beim anschließenden Würzekochen Verwendung.
Der abgekühlten Würze wird vor der Hauptgärung flüssiger Kandiszucker hinzugegeben. Die Hauptgärung erfolgt obergärig in zylindrokonischen Tanks bei einer Temperatur von 15–23 °C. Sie dauert vier bis fünf Tage. Die anschließende Nachgärung des Jungbiers erfolgt in horizontalen Lagertanks. Dabei wird ein Verschnitt aus zehn Hefestämmen, insbesondere Brettanomyces, hinzugegeben. Das Bier wird während der Lagerung zudem für zwei bis drei Wochen mittels mit Hopfendolden gefüllter Säcke zur Aromatisierung gestopft. Vor der Abfüllung in Flaschen werden die Hefe und andere Trübstoffe abzentrifugiert. Anschließend wird das Bier erneut mit flüssigem Kandiszucker gespeist und neue Hefe für die Flaschengärung hinzugegeben. Die Abfüllanlage hat eine Kapazität von etwa 26.000 Flaschen pro Stunde. Die Flaschengärung findet in Lagerkellern bei einer konstanten Temperatur von 15 °C statt. Sie dauert drei bis fünf Wochen.
Der Jahresausstoß wurde von 40.000 Hektoliter Bier im Jahr 2000 auf 69.000 hl 2012 gesteigert. Die Brauerei arbeitet an der Kapazitätsgrenze.

## Biere
- Orval (33 cl, Alkoholgehalt etwa 6,2 %)
- Orval Vert, auch Petit Orval genannt, (33 cl, Alkoholgehalt von 3,5 %, kein Aufkleber) nur in der Abtei und im Gasthaus bei der Abtei erhältlich
- Die Mönche brauen für ihre Mahlzeiten ein mit zirka 1 % Alkohol wesentlich schwächeres Bier. Dieses Bier gelangt nicht in den Handel.

Das klassische Orval hat eine Stammwürze von 13,5–14 °P. Es ist relativ herb (45 bis 50 auf der IBU Skala). Während das Bier beim Verlassen der Brauerei frisch und hopfig ist, entwickelt sich bei weiterer Lagerung ein komplexes Aromenprofil. Die durch Brettanomyces gebildeten Phenole und Ester treten nach sechs Monaten hervor. Orval hat, nach der Beschreibung des Bierkritikers Michael Jackson, „[…] ein erdiges, lederig-öliges Aroma, in dem manche Degustatoren Salbei entdecken, und intensiv herben, säuerlichen Geschmack.“ (Michael Jackson) Von anderen Trappistenbieren unterscheidet es sich insbesondere in seiner Trockenheit.
Der Volumen-Alkoholgehalt von Orval beträgt beim Verlassen der Brauerei etwa 6,2 %. In der Flasche gärt Orval weiter, sodass der Alkoholgehalt bis auf etwa 7,2 % steigen kann.

## Etikett

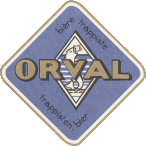
Das Label Orvals

Auf dem Flaschenetikett und dem Bierdeckel ist eine Forelle mit einem goldenen Ring im Maul abgebildet als Illustration der Stiftungslegende der Abtei. Der Name Orval leitet sich von „Le Val d'Or“ (das goldene Tal) ab. Der Legende nach verlor die Gräfin Mathilde von Tuszien im Tal ihren goldenen Ring, der ihr von einem Fisch wiedergebracht wurde. Aus Dankbarkeit gründete sie das Kloster.